# Hybolasius gnarus
Hybolasius gnarus là một loài bọ cánh cứng trong họ Cerambycidae.